# Noureddine Toualbi-Thaâlibi
 (juin 2025).
La mise en forme du texte ne suit pas les recommandations de Wikipédia : il faut le « wikifier ».
Les points d'amélioration suivants sont les cas les plus fréquents. Le détail des points à revoir est peut-être précisé sur la page de discussion.
- Les titres sont pré-formatés par le logiciel. Ils ne sont ni en capitales, ni en gras.
- Le texte ne doit pas être écrit en capitales (les noms de famille non plus), ni en gras, ni en italique, ni en « petit »…
- Le gras n'est utilisé que pour surligner le titre de l'article dans l'introduction, une seule fois.
- L'italique est rarement utilisé : mots en langue étrangère, titres d'œuvres, noms de bateaux, etc.
- Les citations ne sont pas en italique mais en corps de texte normal. Elles sont entourées par des guillemets français : « et ».
- Les listes à puces sont à éviter, des paragraphes rédigés étant largement préférés. Les tableaux sont à réserver à la présentation de données structurées (résultats, etc.).
- Les appels de note de bas de page (petits chiffres en exposant, introduits par l'outil «  Source ») sont à placer entre la fin de phrase et le point final[comme ça].
- Les liens internes (vers d'autres articles de Wikipédia) sont à choisir avec parcimonie. Créez des liens vers des articles approfondissant le sujet. Les termes génériques sans rapport avec le sujet sont à éviter, ainsi que les répétitions de liens vers un même terme.
- Les liens externes sont à placer uniquement dans une section « Liens externes », à la fin de l'article. Ces liens sont à choisir avec parcimonie suivant les règles définies. Si un lien sert de source à l'article, son insertion dans le texte est à faire par les notes de bas de page.
- La présentation des références doit suivre les conventions bibliographiques. Il est recommandé d'utiliser les modèles {{Ouvrage}}, {{Chapitre}}, {{Article}}, {{Lien web}} et/ou {{Bibliographie}}. Le mode d'édition visuel peut mettre en forme automatiquement les références.
- Insérer une infobox (cadre d'informations à droite) n'est pas obligatoire pour parachever la mise en page.

Pour une aide détaillée, merci de consulter Aide:Wikification.
Si vous pensez que ces points ont été résolus, vous pouvez retirer ce bandeau et améliorer la mise en forme d'un autre article.
Noureddine Toualbi-Thaâlibi (arabe : نور الدين الطوالبي الثعالبي), né le 27 février 1947 à Alger et mort le 4 juin 2022 dans la même ville, est un sociologue,, psychologue et écrivain algérien. Figure de proue du développement de la sociologie et de la psychologie algérienne, ses travaux ont influencé ces deux domaines. Écrivain prolifique, ses livres et articles ont été traduits en plusieurs langues.

## Biographie
Noureddine Toualbi-Thaâlibi est né à Alger, en Algérie, en 1947. Il étudie la sociologie et la psychologie à l'Université d'Alger, où il obtient son doctorat en 1970. Il enseigne ensuite à l'Université d'Alger pendant de nombreuses années, occupant également le poste de doyen de la Faculté des sciences sociales de 1986 à 1990.

### Carrière universitaire
Ses recherches portent sur des sujets variés, notamment la société algérienne, la culture et l'identité. Il s'intéresse particulièrement à l'impact du colonialisme sur la société algérienne et a beaucoup écrit sur la guerre d'indépendance algérienne. Il est également un pionnier dans l'étude de la psychologie algérienne, développant plusieurs théories sur la psyché algérienne.
Auteur prolifique, il publie plus de 20 livres et articles. Ses travaux sont traduits en français, anglais, arabe et espagnol. Il contribue régulièrement aux journaux et magazines algériens, et donne également de nombreuses conférences publiques.

### Héritage
Noureddine Toualbi-Thaâlibi est une figure majeure de la vie intellectuelle algérienne. Ses travaux ont profondément marqué le développement de la sociologie et de la psychologie algériennes, et il est considéré comme l'un des plus importants penseurs algériens du XXe siècle. Il meurt à Alger en 2022.

## Œuvres principales
- 1974: La circoncision, blessure narcissique ou promotion sociale (1974, Bulletin de psychologie)  (ISBN 978-9999999991)
- 1982: Acculturation Conflits de valeurs et utilisation des rites en Algérie. Contribution psychologique à la théorie du changement social. Thèse pour le doctorat d’Etat es-lettres et Sciences humaines, université René Descartes, Paris, 1982.
- 1984: L’ambivalence culturelle ou des reliquats psychologiques de l’histoire coloniale
- 1984: Le sacré ambigu ou des avatars psychologiques du changement social, (1984, ENAL ), préfacé par Juliette Favez Boutonnier (1903-1994), fondatrice du premier laboratoire de psychologie clinique à la Sorbonne.
- 1984: Religion, rites et mutations. Psychologie du sacré en Algérie (1984, ENAL)
- 1998: École, idéologie et droits de l’homme : le modèle algérien (Casbah Éditions, 1998)  (ISBN 978-9961-64-103-3)
- 2000: L’identité au Maghreb : l’errance, Casbah, 2000[8]  (ISBN 9961-64-250-3).
- 2001: Crise culturelle et fonction de l’intellectuel dans le monde arabe (2001), Sud/Nord /1 no 14, pp 11-21.  (ISBN 9782865868643)
- 2006: L’ordre et le désordre: l’Algérie l’épreuve de ses mythes fondateurs, Casbah, 2006[9].
- 2006: Réforme de l’éducation et innovation pédagogique en Algérie (2006) Préfaces Pr Boubekeur Benbouzid, ministre de l’Education nationale, Philippe Quéau représentant de l’Unesco au Maghreb direction de la publication Pr Noureddine Toualbi-Thaâlibi, Directeur national du PARE Sobhi Tawil, chef de projet à l’Unesco[10]. 12. L’émeute et l’intellectuel (II), 2008[11].